# 神代小路

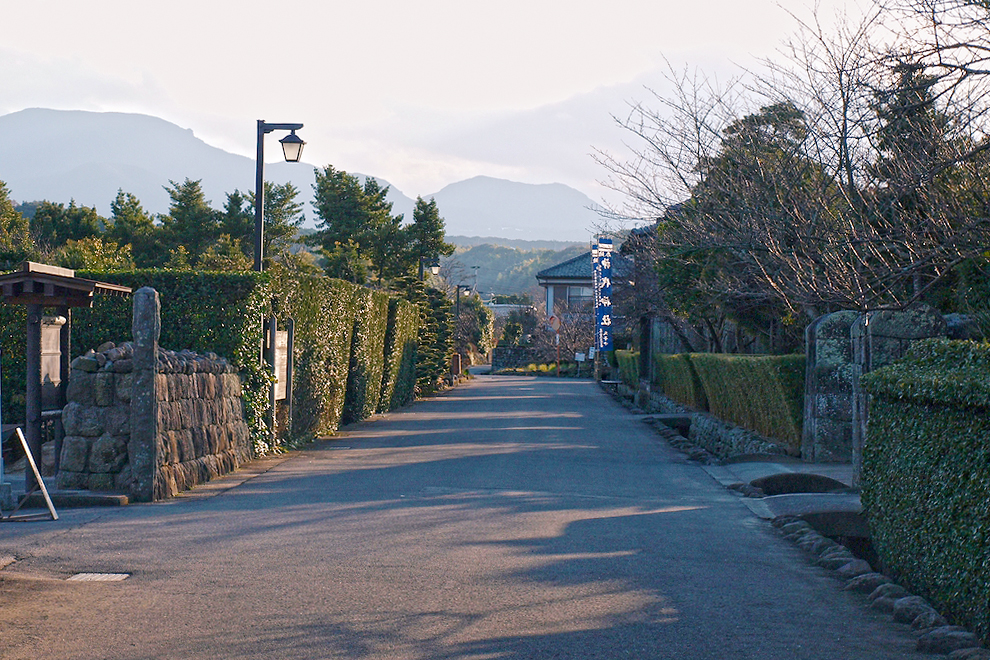
神代小路

神代小路（こうじろくうじ）は、長崎県雲仙市国見町にある重要伝統的建造物群保存地区として選定されている地域の名称。選定地域は南北約450メートル、東西約250メートルで面積約9.8ヘクタール。

## 歴史
神代地区は中世には神代貴益の支配下にあったと伝えられる。戦国時代には神代氏は龍造寺氏と対立し、のち、その配下に入る。その龍造寺氏も天正12年（1584年）、龍造寺隆信の戦死によって崩壊し、神代地区は佐賀藩鍋島氏の支配下となった。当地区には鶴亀城（神代城）があったが、一国一城令により廃城となっている。
1608年（慶長13年）に佐賀藩初代藩主鍋島勝茂は、重臣で自身の伯父にあたる鍋島信房に当地を含む高来郡内4ヶ村を与え、佐賀藩神代領が成立した。その後、元禄期の第4代当主鍋島嵩就の代に鶴亀城の東側に現在の神代小路が整備され、武家屋敷群が形作られた。神代小路の北西にあった陣屋の跡には鍋島邸が建ち、国見神代小路歴史文化公園鍋島邸として整備されている。
2005年（平成17年）7月22日に重要伝統的建造物群保存地区として選定され、2006年（平成18年）には平成18年度都市景観大賞「美しいまちなみ大賞」を受賞した。

## 主な建築物等
- 国見神代小路歴史文化公園鍋島邸
- 国見神代小路歴史文化公園歴史民俗資料館

## 交通
- 島原鉄道線神代駅より徒歩約5分。